# Linden-Neusen
Linden-Neusen ist ein nordöstlicher Stadtteil der Stadt Würselen in der nordrhein-westfälischen Städteregion Aachen. Der Ort liegt unmittelbar an der Kommunalgrenze zur Stadt Alsdorf und besteht aus dem größeren Neusen und dem kleineren Linden. Er verfügt über eine Grundschule, einen Kindergarten, ein Gymnasium und die katholische Kirche St. Nikolaus.
Die Jungenspiele werden von dem „Jungenspiel Linden-Neusen 1946 e. V.“ veranstaltet. Sportlich aktiv ist der „VfR Linden-Neusen 1947 e. V.“.
Von 1800 bis 1815 gehörten Linden und Neusen zum Kanton Eschweiler, dann kamen die Orte an den Landkreis Aachen.

## Verkehr
Linden-Neusen liegt an der L 138 zwischen Würselen-Broichweiden und Alsdorf-Mariadorf. Die nächsten Anschlussstellen sind „Alsdorf“ und „Broichweiden“ auf der A 44. Der nächste Bahnhof ist „Eschweiler Hbf“ an der Schnellfahrstrecke Köln–Aachen.
Die AVV-Buslinien 11, AL1 und WÜ1 der ASEAG verbinden Linden-Neusen mit Würselen Mitte, Aachen, Alsdorf und Kohlscheid. Zusätzlich verkehrt in den Nächten vor Samstagen sowie Sonn- und Feiertagen die Nachtexpresslinie N9 der ASEAG.
| Linie | Verlauf |
| ----- | --- |
| 11    | Walheim Hasbach – Walheim – Nütheim – Schleckheim – Oberforstbach / Oberforstbach Gewerbegebiet – Lichtenbusch – Waldfriedhof – Burtscheid – Marienhospital – Aachen Hbf – Misereor – Elisenbrunnen – Aachen Bushof – Ludwig Forum – Talbot – Haaren – Würselen Kaninsberg – Weiden – Vorweiden – Linden-Neusen – (Broich –) Broicher Siedlung – Blumenrath – Montanstraße – Mariadorf – Hoengen |
| AL1   | Alsdorf-Annapark – Kellersberg – Ofden – Euchen – Broich – Neusen |
| WÜ1   | (Stadtbus Würselen) Euchen – Broich – Linden-Neusen – Vorweiden – Weiden – Gewerbegebiet Aachener Kreuz – Würselen – Kohlscheid – Kohlscheid Bf |
| N9    | Nachtexpress: nur in den Nächten vor Samstagen sowie Sonn- und Feiertagen Elisenbrunnen – Aachen Bushof – (Liebigstr. → Haaren → / ← Alter Tivoli ← Scherberg ← Würselen ← Alsdorf) Weiden – Vorweiden – Linden-Neusen – Broicher Siedlung – Alsdorf-Mariadorf – Siedlung Ost – Alsdorf Annapark                                                                                                 |